# 마스 폴라 랜더
마스 폴라 랜더(영어: Mars Polar Lander 화성 극지 착륙선[*])는 딥 스페이스 2호와 함께 발사된 화성 착륙선이다. 화성 대기권에 진입하면서 통신이 두절되었다.

## 계획의 추이
- 1999년 1월 3일 20:21 (UTC), 델타 II(7425) 로켓에 의해 발사
- 1999년 12월 3일 화성 도착, 딥 스페이스 2호 분리
- 1999년 12월 3일 20시 00분 (UTC) 마지막 교신
- 1999년 12월 16일 마스 글로벌 서베이어에 의한 폴라 랜더의 수색을 개시
- 2000년 1월 17일 랜더의 수색을 중지
- 2000년 3월 28일 조사 결과의 공표

## 탐사선의 상실
마스 폴라 랜더로부터의 마지막 신호는, 대기권 돌입 직전인 1999년 12월 3일에 송신되었다. 이후, 탐사선으로부터의 신호는 완전히 끊어졌다. 왜 교신이 끊어졌는지는 명확하지 않다.
후의 조사에 의하면, 실패의 원인은 탐사선의 소프트웨어의 에러일 가능성이 높다. 화성 지표에의 강하 중에 전개된 착륙선의 다리에 의해서 생긴 진동을, 탐사선의 소프트웨어가 지표 착륙 때의 충격과 착각하고, 착륙와 동시에 분리할 것이었던 강하 엔진을 지표로부터 40 m 위의 상공에서 분리해 버렸기 때문일 거라고 생각되고 있다. 또 하나의 가능성은, 펄스 로켓 추진기의 촉매층의 사전의 가열이 충분하지 않았기 때문일 것이라고도 생각되고 있다. 추진기에 사용되고 있는 하이드라진계 연료는, 촉매층에서 고온의 가스에 분해되어 로켓 노즐로부터 분사되는 것으로 추진력을 얻는다. 그러나, 촉매층이 충분히 가열되지 않으면 추진기가 작동하지 않고 불안정하게 되는 것이 사후 검증에 의해 발견되었다.
1999년 말에서부터 2000년 초에 걸쳐, 마스 글로벌 서베이어에 의한 화성 지표의 영상으로부터 마스 폴라 랜더의 잔해를 확인하려고 하는 시도를 했었다. 이 시도는 실패로 끝났지만, 그 후 2005년에 찍힌 사진을 다시 조사했는데, 폴라 랜더의 잔해라고 생각되는 것이 발견되었다. 그러나, 2005년 이후에 찍힌 고해상도의 사진에 의해, 이것은 탐사선이 아니라는 것을 알 수 있었다. 미국 항공우주국(NASA)은 2006년에 화성 궤도에 진입한 화성 정찰위성의 한층 더 고해상도의 카메라에 의해서 탐사선의 잔해를 발견할 가능성을 기대하고 있다.
2007년에 발사된 피닉스에는, 마스 폴라 랜더와 같은 기기가 탑재되었다. 2008년에 화성 착륙에 성공했다.

## 같이 보기
- 화성 기후 궤도선
- 딥 스페이스 2호